# 난부 하루마사

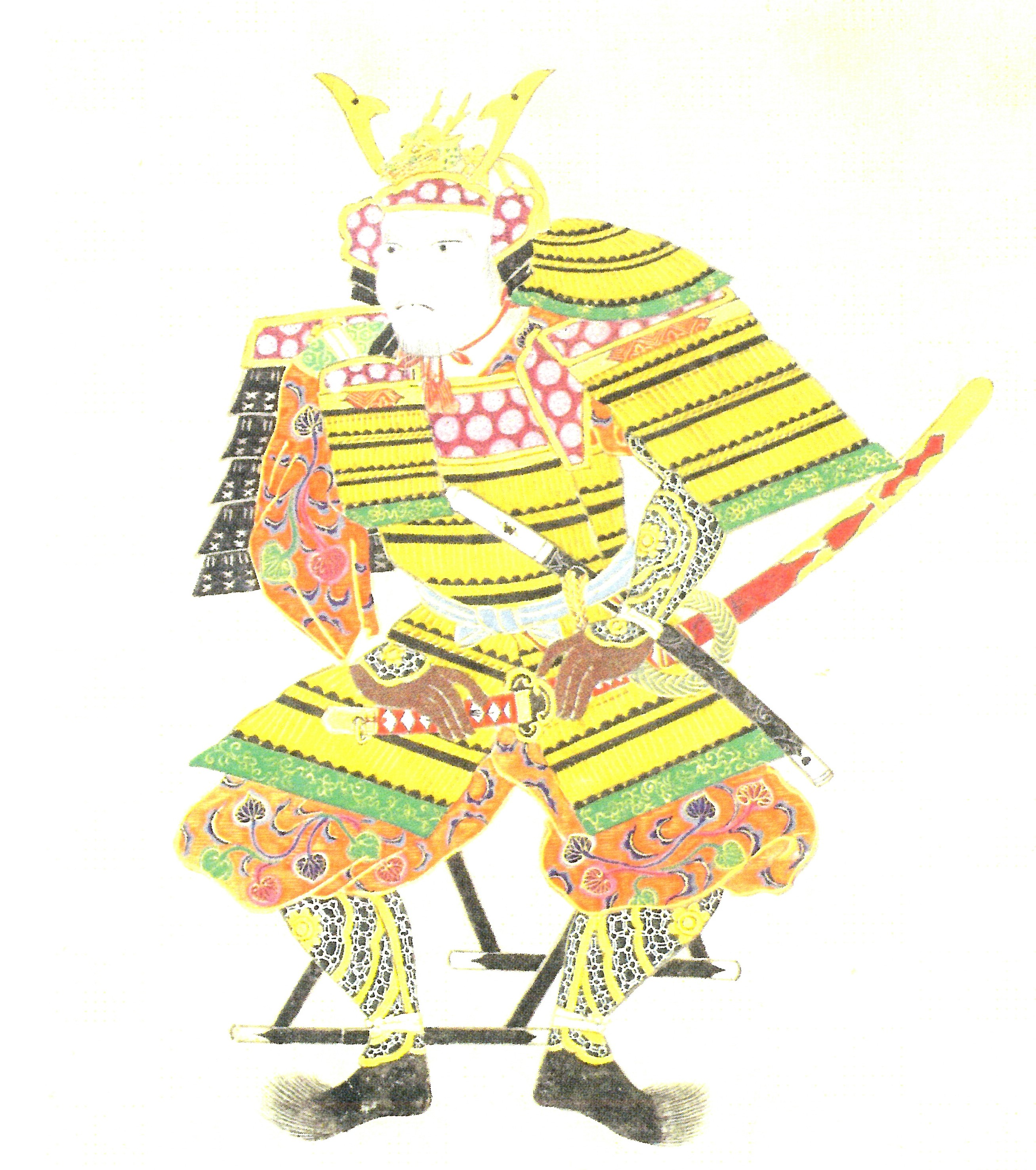
난부 하루마사

난부 하루마사(일본어: 南部晴政, 1517년 ~ 1582년)는 센고쿠 시대에서 아즈치모모야마 시대에 걸쳐 활약한 무장으로, 무쓰의 센고쿠 다이묘이다.
본성은 겐지. 가계는 세이와 겐지(清和源氏)의 일가인 가와치 겐지(河内源氏)의 방계 가이 겐지(甲斐源氏)의 후손인 난부씨(南部氏). 난부 가문 제 24대 당주.

## 생애

### 가독 상속
에이쇼 14년(1517년), 난부 가문 제 23대 당주 난부 야스노부(南部安信)의 적남으로 태어났다. 유명은 히코사부로(彦三郎).
덴분 8년(1539년)에 상락하여 쇼군 아시카가 요시하루(足利義晴)에게 하루(晴) 자를 받아 야스마사(安政)에서 하루마사(晴政)로 개명하였다. 덴분 10년(1541년), 난부 가문의 가독을 이어 제 24대 당주가 되어, 모반을 일으킨 구도 씨(工藤氏)를 응징하고, 가신에 의해 불타버린 거성 산노헤성(三戸城)을 재건하여 난부 가문을 통일하였다.
부친 야스노부에게서 하루마사로의 가독 상속에 관해서는 많은 의문이 존재한다. 최근의 설로, 이 즈음 난부 가문은 하치노헤 계통(八戸系)과 산노헤 계통으로 분열되어, 본래는 종가였던 하치노헤 계통을 산노헤 계의 하루마사가 몰아낸 것이라 견해가 있다. 또한 애초부터 하루마사와 야스노부 이전의 혈통에 대해서도 불분명한 점이 많아, 정말 산노헤 난부 가문인지 아닌지도 의문이다. 그러나 센고쿠 다이묘로서의 난부 가문의 시조가 하루마사라는 점에는 의문의 여지가 없다.

### 세력 확장
에이로쿠 9년(1566년), 안도 지카스에(安東愛季)가 5천여의 병사를 이끌고 난부 가문의 영지 가즈노군(鹿角郡)을 습격하였으나, 가신 나고시 성(長牛城) 성주 이치노헤 도모요시(一戸友義)의 분투와 이른 강설로 안도 군은 퇴각하였다. 다음해, 지카스에가 이끄는 6천의 군세가 재차 침공하여 나고시 성을 습격하였다. 하루마사는 난부의 방계 혈족인 기타미나미히가시 가문을 구원군으로 보내어 안도군을 퇴각시켰다. 그러나 지카스에는 포기하지 않고, 같은해 재차 나고시 성을 공격하여 낙성시켰다. 에이로쿠 11년(1568년), 하루마사는 난부 노부나오(南部信直)와 함께 출진하여, 가즈노 군의 안도 군의 항복을 받아내 탈환에 성공하였다.
또한, 이러한 전투 중에 하치노헤 씨와 구노헤 씨 등 일족의 유력자를 가신단으로 편입하는 데 성공하여, 난부 가문의 전성기를 이룩하였다. 난부 가문의 세력 판도는 북으로 현재의 아오모리현 시모키타반도에서 남으로 이와테현 기타가미가와(北上川) 중앙부까지 이르러 “초승달이 둥글게 될 때까지 모두가 난부의 영토”라고 불릴 정도였다.

### 노부나오와의 불화
하루마사는 아들이 없었던 탓에 딸을 난부 노부나오를 데릴사위로 삼아 후계자로 삼았다. 그러나 겐키 원년(1570년), 하루마사의 친자식 난부 하루쓰구(南部晴継)가 태어나서, 하루마사는 노부나오와 소원해지게 되었다.
노부나오는 후계자 자리를 포기하겠다고 했으나, 하루마사는 노부나오 살해를 계획하였다고 한다. 노부나오는 자신의 성으로 돌아가지 않고, 일족 기타 노부치카(北信愛)의 도움으로 겐요시 성(剣吉城)에 숨었다.
겐키 2년(1571년), 같은 난부 씨족의 오우라 다메노부(大浦為信)가 갑자기 이시카와 다카노부(石川高信) 공격을 시작으로 주변의 난부 계의 호족들을 차례차례 멸망시켜, 최종적으로 쓰가루(津軽), 소토가하마(外ヶ浜), 누카노부(糠部)의 일부를 점령하였다(다메노부는 오다 노부나가처럼 동족의 영토를 전부 자신의 손아귀에 넣으려고 했다고 한다). 그러나, 하루마사는 노부나오와의 다툼때문에 스스로 출진하지 못하는 상황이었고 그가 파견한 토벌군도 격파 당하고 말아서, 난부 가문의 세력은 예전만 못하게 되었다.

### 최후
하루마사는 덴쇼 10년(1582년)에 병사하였다. 향년 65세. 가독은 적남 난부 하루쓰구가 이었다.
| 전임 난부 야스노부 | 제24대 난부씨 당주 1541년 ~ 1582년 | 후임 난부 하루쓰구 |